# 甘尼森 (科羅拉多州)
甘尼森城（英语：City of Gunnison）是美国的一个历史悠久的城市，是位于美国科罗拉多州的一个自治市，是甘尼森縣县城和人口最多的城市。截至2010年的人口普查，这座城市有5854人口。它的名字是为了纪念约翰·威廉姆斯·甘尼森，一名在1853年调查了涵盖横贯整个大陆铁路的美国陆军军官。

## 另请参阅
- 科罗拉多轮廓
  - 科罗拉多州索引相关文章
- 科罗拉多州
  - 科罗拉多州城市和城镇
    - 科罗拉多市

  - 科罗拉多州行政区划
    - 吉纳森县 (科罗拉多州)
- 异形大战铁血战士2：安魂曲
- 旧西班牙国家历史步道